# Гейнсборо, Томас
То́мас Ге́йнсборо (англ. Thomas Gainsborough; 14 мая 1727, Садбери, Саффолк — 2 августа 1788, Лондон) — английский живописец, акварелист, рисовальщик и гравёр. Выдающийся пейзажист и портретист.
Наряду со старшим современником Джошуа Рейнольдсом Гейнсборо считается одним из самых значительных мастеров британской живописи второй половины XVIII века периода романтизма, для картин которого характерна «просветлённая» палитра лёгких, серебристых тонов. Гейнсборо был выдающимся портретистом, но также прославился и как превосходный мастер пейзажного жанра. Вместе с Ричардом Уилсоном является основателем британской пейзажной школы XVIII века. С его именем связано появление в истории английского искусства термина «пикчуреск». Гейнсборо стал одним из основателей Королевской академии искусств в Лондоне.

## Биография
Дата крещения Томаса Гейнсборо — 14 мая 1727 года. Он был младшим, девятым ребёнком в семье торговца сукном Джона Гейнсборо и его жены Сюзанны. В детстве Томас увлекался лепкой фигурок животных и рисованием. В тринадцать лет уговорил родителей отпустить его в Лондон, и, по утверждению его приятеля Филипа Тикнесса, с тех пор обеспечивал себя самостоятельно.

### Лондон
В Лондоне поселился у серебряных дел мастера, фамилия которого неизвестна, и позже стал посещать уроки рисования у Юбера-Франсуа Гравло, преподавателя Академии святого Мартина. В первую очередь Гейнсборо интересовали пейзажи. Сохранились его зарисовки различных растений, сделанные в 1740-х годах. Он зарабатывал на жизнь пейзажами на заказ, подправлял старые картины, работал помощников гравёра Джона Бойделла.
В 1745 году он поселился в собственной мастерской. Одна из первых подписанных им картин также датируется 1745 годом. На фоне пейзажа на ней изображён бультерьер. На обороте холста сам художник написал: «Замечательно умный пёс».
15 июля 1746 года Гейнсборо обвенчался с Маргарет Барр, побочной дочерью герцога Бофорта. Вероятно, рисунок (около 1746—1748) и картина (около 1746—1747, Лувр) являются автопортретами с женой, выполненными в стиле Антуана Ватто.
В 1748 году он написал картину «Лес Гейнсборо». В этом произведении заметно влияние Рёйсдаля, который был очень популярен в Англии в то время.
Совместно с другими художниками его пригласили украсить детский приют видами восьми лондонских госпиталей. Написанный в 1748 году «Чартерхаус» приносит Гейнсборо уважение в художественной среде, его картину сочли лучшей. Однако новых заказов это не принесло, и Гейнсборо решил вернуться в Садбери.
В 1748 году умер его отец, в том же году родилась старшая дочь Мэри.
Гейнсборо всегда считал себя пейзажистом, но пейзажи не приносили дохода, так как не были популярны в Англии того времени. В академическом искусстве они считались «низким жанром». Около 1749 года Гейнсборо создал произведение, в композиции которого он впервые соединил портрет и пейзаж — «портрет четы Эндрюс».
Приблизительно в 1750 году Гейнсборо переехал в расположенный недалеко Ипсуич.

### Ипсуич
В Ипсуиче Гейнсборо стал членом Музыкального клуба, где познакомился с другими любителями музыки и самими музыкантами. Позднее он напишет портреты некоторых из них, а также групповой портрет с изображением членов Музыкального клуба.
В 1752 году у Гейнсборо родилась вторая дочь — Маргарет.
Основной доход художник получал от портретов. «В жанре портрета он старался следовать Хогарту, усвоив его непосредственность восприятия модели, заботясь больше о сходстве, нежели о передаче общественного положения позирующего, стремясь запечатлеть обычный, каждодневный облик человека».
Вероятно, около 1753 года Гейнсборо получил лестный для него заказ на портрет адмирала Вернона.
Он пишет много портретов членов своей семьи. На автопортрете 1754 года он изобразил себя в треуголке. На написанном портрете 1756 года дочери устремились за бабочкой.
Около 1758 года Гейнсборо выполнил два портрета своего приятеля Уильяма Уоллестона. На одном Уоллестон изображён с флейтой, на другом он написан на фоне поместья.
В декабре 1758 года Гейнсборо получил заказ на портреты графа Джерси и его сына лорда Вильерса. Портреты, выполненные художником, нашли одобрение одобрение, и его слава росла.
Гейнсборо писал и пейзажи. Ярким образцом его ранних пейзажей является «Лес Гейнсборо». «В ипсвичский период творчества заметнее всего влияние на Гейнсборо голландца Яна Винантса — оно больше, чем влияние Рёйсдала, и проявляется в более обобщённой трактовке почвы, песчаных берегов, срубленных деревьев, широко написанной листвы. В эти годы фоны его портретов очень близки его пейзажам, делаясь всё шире и свободнее. Грунт становится опять светлее, фактура более текучей. Вообще техника художника в это время виртуозно легка и похожа нежностью тонов на акварель».
Завоевав репутацию портретиста в Ипсвиче, Гейнсборо решает переехать в модный курорт Бат, где в то время жили две его сестры.

### Бат, 1759—1774
В Бате количество заказов на портреты превышало возможности художника, в 1763 году он даже заболел от переутомления и местная газета 17 октября сообщила о его смерти, признав ошибку на следующий день.
В 1763—1764 годах создан портрет графини Мери Хау. Гейнсборо написал два портрета Иоганна Кристиана Баха, сына Иоганна Себастьяна Баха.
Большое значение для Гейнсборо имело знакомство с картинами фламандцев Антониса Ван Дейка и Питера Пауля Рубенса, принадлежащими местным аристократам, некоторые из этих полотен он копировал.
«С изучением картин старых мастеров связано появление изумительных сияющих далей в картинах Гейнсборо, не удававшихся мастеру прежде. Манера письма Гейнсборо в корне меняется. Примером этих новшеств можно считать „Пейзаж“ (ныне в Вустерском музее), показанный на выставке 1763 года в Обществе британских художников. Он написан при искусственном свете и драматически построен на мощных кривых. Постепенно фигуры в пейзажах делаются крупнее и начинают играть все большую роль в композиционных решениях. Может быть, лучший пейзаж этого периода „Возвращение крестьян с рынка лесной дорогой“ (ок. 1767), просветленный и щедрый по краскам: удивительно написаны утреннее небо, листва, пронизанная жёлто-розовыми лучами солнца.»
В ноябре 1768 года Джошуа Рейнольдс прислал Гейнсборо приглашение стать одним из тридцати шести членов-основателей Королевской академии искусств. Академия была основана 10 декабря 1768 года.
Наиболее знаменитыми портретами работы Гейнсборо начала 1770-х годов являются портрет миссис Грэм и «Мальчик в голубом», на котором изображён Джонатан Баттл.
Гейнсборо пробовал создавать офорты, сохранилось 11 досок, некоторые из них не завершены, видимо, качество не удовлетворило художника.
В 1774 году Гейнсборо переехал в Лондон.

### Лондон, 1774—1788
В Лондоне художник устроил свою мастерскую рядом с залами аукциона Кристи, которые он часто посещал. Это время прошло под знаком соперничества Гейнсборо с Рейнольдсом, президентом Королевской академии.
В 1777 году Гейнсборо после большого перерыва принял участие в Академической выставке, где им была представлена картина «Водопой» — ответ художника на «Водопой» Рубенса. В последующие годы он продолжал создавать пейзажи, появились даже две марины со спокойным и с бурным морем. Один из лучших пейзажей — «Возвращение с жатвы» (1784). «Ему удалось по-своему соединить два основных направления этой эпохи, казалось бы, взаимно исключающих друг друга: скромный реализм голландского пейзажа, скрупулёзно фиксирующий увиденное, и французскую легкость, декоративность расцветшего к середине века стиля рококо, его криволинейное пространство. Впоследствии к этим компонентам добавилось страстное увлечение пейзажами Рубенса, увиденными художником после его переезда в Бат. Именно поздние пейзажи Рубенса с их широким ритмом, сложным построением композиции и драматически сильными световыми эффектами произвели на Гейнсборо ошеломляющее впечатление. В результате манера письма Гейнсборо становится более свободной, беглой, а красочный слой более жидким и текучим. Он фиксирует изменчивую игру света и тени в густой листве, все полотно пронизано единым лирическим порывом, почему Гейнсборо и можно считать одним из зачинателей романтизма в пейзаже.»
В 1781 году театральный художник Лоутербург придумал эйдофузикон — своеобразный волшебный фонарь. На подсвеченном сзади экране демонстрировались картины, нарисованные на стеклянных пластинах. Гейнсборо заинтересовался этим изобретением и в 1781—1782 годах создал цикл пейзажей для собственного эйдофузикона, в Музее Виктории и Альберта хранятся 10 таких пластин, расписанных художником.
Широкую известность художнику принесли поэтичные женские портреты, написанные под сильным влиянием портретов Ван Дейка. Гейнсборо писал портреты итальянской танцовщицы Джованны Баччелли, знаменитых куртизанок — миссис Эллиот по прозвищу Длинная Долли и Фрэнсис Данкомб, но, в основном, художник писал представительниц высшей аристократии, даже английскую королеву. Особое внимание привлекают необыкновенно лиричный портрет «Дамы в голубом (герцогини де Бофор?)», портреты леди Горации Уолдгрейв и герцогини Девонширской.
В портрете миссис Робинсон и портрете миссис Шеридан 1783 года Гейнсборо возобновил попытки объединить портрет с пейзажем. В 1783 году Гейнсборо вместе со своим другом Сэмом Килдерби путешествовал по Озерному краю в Северо-Западной Англии.
В 1784 году у Гейнсборо произошёл конфликт с Королевской академией. Ему не понравилось, как были развешаны на академической выставке его картины, он попросил перевесить их ниже. Ему ответили, что это противоречит общему правилу и ущемляет интересы других художников. В результате Гейнсборо забрал свои картины и до конца жизни не принимал участия в выставках Академии, выставки он устраивал у себя дома.
В 1785 году Гейнсборо по собственной инициативе написал портрет драматической актрисы Сарры Сиддонс — своеобразный ответ Рейнольдсу, который написал Сиддонс в виде музы Трагедии.
К 1785—1788 годам относится единственная картина Гейнсборо на тему античной мифологии — «Диана и Актеон».
Гейнсборо скончался от карциномы 2 августа 1788 года. Биограф художника Джексон утверждал, что его последние слова были: «Все мы отправимся на небо, и Ван Дейк с нами».
Художник похоронен на кладбище церкви Святой Анны (англ.) в Кью (англ.), расположенном на Кью-Грин (англ.). Он выразил желание быть похороненным рядом со своим другом Джошуа Кирби. Позже его жена и племянник, Дюпон Гейнсборо (англ. Gainsborough Dupont), были захоронены вместе с ним. По совпадению Йохан Цоффани и Франц Бауэр также похоронены на этом кладбище. С 2011 года идет сбор средств на восстановление его гробницы. В честь него названа улица в Кью — Гейнсборо-роуд.
В Садбери, на улице Гейнсборо-стрит, в доме, где родился художник, в 1958 году был открыт дом-музей Гейнсборо.
В 1991 году просвечивание рентгеновскими лучами портрета кисти Гейнсборо «Музыкант Иоган Фишер» показало, что под верхним слоем краски — портрет Шекспира. Исследователи творчества художника выяснили по его переписке, что в 1768 году он приступал к работе над портретом великого драматурга. Работа шла трудно и, по-видимому, недовольный результатами Гейнсборо записал этот холст другим портретом.

## Галерея
- Просёлочная дорога с деревьями и фермерской тележкой. Между 1765 и 1769. Бумага, чёрный карандаш, акварель. Рейксмюсеум, Амстердам
- Поение скота у ручья. Бумага, карандаш, акварель, гуашь. Йельский центр британского искусства, Нью-Хейвен, Коннектикут, США
- Пейзаж с коровами. Бумага, перо, кисть, коричневые чернила. Йельский центр британского искусства, Нью-Хейвен, Коннектикут, США
- Речной пейзаж с лодкой. 1784–1788. Офорт, акватинта. Метрополитен-музей, Нью-Йорк
- Корнардский лес. 1748. Холст, масло. Лондонская национальная галерея
- Мистер и миссис Эндрюс. Ок. 1750. Холст, масло. Лондонская национальная галерея
- Пейзаж с плотиной. Между 1750 и 1753. Холст, масло. Йельский центр британского искусства, Нью-Хейвен, Коннектикут, США
- Пейзаж с дояркой. Между 1754 и 1756. Холст, масло. Йельский центр британского искусства, Нью-Хейвен, Коннектикут, США
- Мальчик в голубом. Портрет Джонатана Баттла. Ок. 1770. Холст, масло. Библиотека Хантингтона, Сан-Марино, Калифорния, США
- Достопочтенная миссис Грэм. 1775. Холст, масло. Национальная галерея Шотландии, Эдинбург
- Водопой. До 1777. Холст, масло. Лондонская национальная галерея
- Прибрежный пейзаж с пастухом и стадом. Между 1783 и 1784. Холст, масло. Йельский центр британского искусства, Нью-Хейвен, Коннектикут, США
- Портрет Сары Сиддонс. 1785. Холст, масло. Лондонская национальная галерея
- Деревенская девочка. 1785. Холст, масло. Частное собрание